# Roger Bart
Roger Bart (* 29. September 1962 in Norwalk, Connecticut) ist ein US-amerikanischer Schauspieler und Musicaldarsteller. Im Laufe seiner Karriere gewann er den Tony Award, den Drama Desk Award und den Screen Actors Guild Award.

## Leben
Roger Bart wurde am 29. September 1962 in Norwalk im Bundesstaat Connecticut in den Vereinigten Staaten geboren. Er ist Neffe des Schriftstellers und Produzenten Peter Bart und Cousin des Kostümbildners Colby P. Bart. 1985 studierte an der Rutgers University und machte im selben Jahr seinen Bachelor of Fine Arts. 1986 wurde seine erste Tochter Ali Kendall, welche ebenfalls als Schauspielerin tätig ist, und 2001 sein zweites Kind Eller Bart geboren.

## Arbeit
Seine Karriere als Musicaldarsteller begann er 1987 mit dem Stück „Big River“. Danach folgte 1989 Up Against It und im Jahr 1991 Heinrich der IV. Teil I und Teil II. 1994 machte er seinen ersten Schritt im Filmgeschäft und hatte einen Gastauftritt in der Serie The George Carlin Show. 1995 spielte er in der Deutschen Erstaufführung des Musicals Tommy die Rolle des Cousin Kevin (Musical Theater Offenbach). Danach übernahm er 1997 die Synchronisation des Gesanges des jungen Hercules in der Disney-Produktion Hercules. Es folgte eine kleine Rolle in Michael Manns Insider 1999. Im selben Jahr wurde er auch mit dem wichtigsten Theater und Musicalpreis der USA dem Tony Award für seine Darstellung in You’re a Good Man Charlie Brown ausgezeichnet für seine Darbietung erhielt er außerdem den Drama Desk Award. Ein Jahr darauf hatte er Gastauftritte in den Serien Law & Order und Law & Order: New York. 2001 übernahm er die Rolle des Gesangs von Strolch in Susi und Strolch 2: Kleine Strolche – Großes Abenteuer! und wurde noch einmal für den Tony Award für seine Leistung in Mel Brooks The Producers nominiert. Danach spielte er in Die Frauen von Stepford (2004), der Filmversion von The Producers (2005) und Das verschwundene Zimmer (2006). 2007 spielte er eine der Hauptrollen in Eli Roths Horrorfilm Hostel 2 und übernahm die Rolle des Frankenstein in Mel Brooks Musical Youth Frankenstein. Im selben Jahr war er in American Gangster zu sehen. 2008 übernahm er eine Rolle in Harold & Kumar 2 – Flucht aus Guantanamo und 2009 in Gesetz der Rache. Seit einiger Zeit ist Roger Bart vor allem in Fernsehserien zu sehen so zum Beispiel in CSI: Miami (2010), Human Target (2010), Medium – Nichts bleibt verborgen (2011), CSI: Den Tätern auf der Spur (2012) und Grimm (2012). Im selben Jahr spielte er in Excision einen Familienvater. Bis 2012 hatte er auch seit 2005 an Desperate Housewives mitgewirkt. 2013 spielte er in dem Film Last Vegas eine Nebenrolle. Für das Lied Go The Distance erhielt er in den USA eine Platin-Schallplatte sowie in Großbritannien eine Silberne Schallplatte.

## Auszeichnungen
Als Musicaldarsteller:
- Tony Award als bester Darsteller in You’re a Good Man Charlie Brown
- Drama Desk Award als bester Darsteller in You’re a Good Man Charlie Brown
- Nominierung für den Tony Award als bester Darsteller in The Producers
- Nominierung für den Drama Desk Award als bester Darsteller in The Producers

Als Filmschauspieler:
- Screen Actors Guild Award als bestes Ensemble in einer Comedy-Serie für Desperate Housewives
- Nominierung für den DVD Exclusive Award in der Kategorie bester Originalsong für Susi und Strolch 2: Kleine Strolche – Großes Abenteuer!

## Filmografie (Auswahl)
- 1994: The George Carlin Show (eine Episode)
- 1997: Hercules
- 1999: Insider
- 2000: Law & Order (eine Episode)
- 2000: Law & Order: New York (eine Episode)
- 2001: Susi und Strolch 2: Kleine Strolche – Großes Abenteuer!
- 2002: Bram and Alice (acht Episoden)
- 2004: Die Frauen von Stepford
- 2005: Out of Practice – Doktor, Single sucht … (eine Episode)
- 2005: The Producers
- 2005–2012: Desperate Housewives (16 Episoden)
- 2006: I Want Someone to Eat Cheese With
- 2006: Das verschwundene Zimmer
- 2006: My Ex Life
- 2007: Hostel 2
- 2007: American Gangster
- 2008: Spy School
- 2008: Harold & Kumar 2 – Flucht aus Guantanamo
- 2008: The Midnight Meat Train
- 2009: 30 Rock (eine Episode)
- 2009: Gesetz der Rache
- 2010: CSI: Miami (zwei Episoden)
- 2010: Human Target (eine Episode)
- 2011: Medium – Nichts bleibt verborgen (eine Episode)
- 2011: Traffic Light (eine Episode)
- 2011: The Event (zehn Episoden)
- 2011: The Life & Times of Tim (eine Episode)
- 2012: Excision
- 2012: CSI: Den Tätern auf der Spur (eine Episode)
- 2012: Hot in Cleveland (eine Episode)
- 2012: Freaky Deaky
- 2012: Grimm (eine Episode)
- 2012: Political Animals
- 2012: Law & Order: New York (eine Episode)
- 2012: Smiley – Das Grauen trägt ein Lächeln
- 2012: Easy to Assemble (sechs Episoden)
- 2012–2013: Revenge (sieben Episoden)
- 2013: It’s Always Sunny in Philadelphia (eine Episode)
- 2013: Last Vegas
- 2013–2014: How I Met Your Mother (fünf Episoden)
- 2014: How to Build a Better Boy (Fernsehfilm)
- 2015: Trumbo
- 2018–2019: Eine Reihe Betrüblicher Ereignisse (A Series of Unfortunate Events, Fernsehserie, 4 Folgen)
- 2019: The Good Fight (eine Episode)
- 2019–2024: Good Trouble (Fernsehserie)
- 2021: The Blacklist (zwei Episoden)

## Werke als Musicaldarsteller
- 1987: Big River
- 1989: Up Against It
- 1991: Heinrich IV. Teil I
- 1991: Heinrich IV. Teil II
- 1994: Musical Tommy (Cousin Kevin, Musical Theater Offenbach)
- 1997: King David
- 1997–1998: Triumph of Love
- 1999: You’re a Good Man Charlie Brown
- 2001–2007: The Producers
- 2004: The Frogs
- 2007–2009: Young Frankenstein
- 2020: Back to the Future